# Pojištění vkladů
Pojištění vkladů je prostředek ochrany peněz uložených v bankách (vkladů uložených např. na běžných či spořicích účtech případně jiných typech bankovních produktů). Tyto peníze jsou pojištěny, takže v případě pádu banky dostanou vkladatelé své prostředky (resp. jejich velkou část) zpět od pojistitele. Toto pojištění má za cíl ochranu nejen jednotlivých střadatelů, ale i bank, resp. celkovou stabilitu bankovního trhu. V mnoha zemích (včetně zemí EU) je proto pojištění vkladů povinné. V České republice má tuto činnost na starosti Garanční systém finančního trhu, který spravuje Fond pojištění vkladů, z něhož se případné náhrady vyplácí.

## Cíle pojištění vkladů
V případě, že se rozšíří negativní informace o nějaké bance, mohou vyděšení střadatelé, kteří požadují okamžité vyplacení svých vkladů, přivést banku do vážných problémů. Podobný tzv. run na banku může položit i zcela bezproblémovou banku (u které se jednalo např. o dezinformaci). Předpokládá se, že pojištění vkladů střadatele uklidní, takže negativní zprávy nevyvolají zbytečný výběr vkladů.
Druhou výhodou pojištění je ochrana klientů – pokud banka skutečně zkrachuje, je vkladatelům nahrazena alespoň část jejich vkladů, o které by jinak bankrotem přišli.
Pojištění vkladů je však také předmětem kritiky, neboť jistota daná pojištěním může vést k tzv. morálnímu hazardu, kdy investor podstupuje nepřiměřené riziko, na které nemůže doplatit, protože jeho případnou ztrátu omezí pojištění.

## Princip fungování pojištění vkladů
Pojištění vkladů je v principu pojištění jako libovolné jiné – banka platí pojistiteli nějaký poplatek, např. daný procentem objemu pojištěných vkladů nebo podle jiných stanovených kritérií. V případě pojistné události pak tento pojistitel vyplatí klientům banky příslušnou částku – v některých zemích celý vklad (jako např. v celé EU až do výše limitu 100 000 EUR).  
Pojištění vkladů zpravidla neprovozují běžné pojišťovny, ale specializované organizace, tzv. systémy pojištění vkladů. Většina těchto organizací je sdružena v Mezinárodní asociaci pojistitelů vkladů Archivováno 10. 3. 2020 na Wayback Machine., evropští pojistitelé se sdružují v Evropském fóru pojistitelů vkladů. V České republice má tuto činnost na starosti Garanční systém finančního trhu, který spravuje Fond pojištění vkladů, z něhož se případné náhrady vyplácí. 

## Povinné pojištění
V mnoha státech je pojištění vkladů povinné ze zákona. Tak tomu je i v Evropské unii včetně Česka, neboť Směrnice 2014/49/EU o systémech pojištění vkladů stanoví, že všechny členské státy musí mít fungující systém pojištění vkladů, který zaručuje náhradu do výše nejméně 100 000 EUR.
V Česku je pojištění vkladů stanoveno zákonem o bankách. Pojištěny jsou všechny vklady fyzických i právnických osob (i vklady vedené v jiných měnách) v bankách, stavebních spořitelnách či družstevních záložnách. Pojištěné nejsou např. vklady bank, obchodníků s cennými papíry, finančních institucí, pojišťoven, zajišťoven, zdravotních pojišťoven nebo státu či větších obcí a měst, apod. . Pojištění se také nevztahuje na směnky a jiné cenné papíry. Od 31. 12. 2010 je základní limit pojištění stanoven na ekvivalent částky 100 000 EUR pro jednoho klienta u jedné banky/stavební spořitelny/družstevní záložny. Případná výplata náhrad z vkladů musí být zahájena ve lhůtě 7 pracovních dnů ode dne, kdy Česká národní banka oznámí platební neschopnost dané finanční instituce.
Náhrada vkladů se vyplácí z Fondu pojištění vkladů, kam povinně svými příspěvky přispívají pojištěné instituce (tj. banky, pobočky bank z jiných než členských zemí EU, stavební spořitelny a družstevní záložny). Fond pojištění vkladů je spravován Garančním systémem finančního trhu.